# Neve Mivtach
Neve Mivtach (hebrejsky נְוֵה מִבְטַח, doslova „Oáza důvěry“, v oficiálním přepisu do angličtiny Newe Mivtah, přepisováno též Neve Mivtah) je vesnice typu mošav v Izraeli, v Jižním distriktu, v Oblastní radě Be'er Tuvja.

## Geografie
Leží v nadmořské výšce 61 metrů v pobřežní nížině, v regionu Šefela.
Obec se nachází 9 kilometrů od břehu Středozemního moře, cca 30 kilometrů jižně od centra Tel Avivu, cca 46 kilometrů západně od historického jádra Jeruzalému a 3 kilometry severovýchodně od Gan Javne. Neve Mivtach obývají Židé, přičemž osídlení v tomto regionu je etnicky převážně židovské.
Neve Mivtach je na dopravní síť napojen pomocí lokálních silnic číslo 3922 a číslo 3811. Severně od vesnice prochází rovněž dálnice číslo 41.

## Dějiny
Neve Mivtach byl založen v roce 1950. Jeho zakladateli byla skupina Židů z východní Evropy, kteří přežili holokaust. Místní ekonomika je zčásti založena na zemědělství. V mošavu funguje zdravotní středisko, společenské centrum a sportovní areály.
Jméno vesnice je inspirováno citátem z biblické Knihy žalmů 40,5 – „Blaze muži, který doufá v Hospodina, k obludám se neobrací, ani k těm, kteří se uchylují ke lži“

## Demografie
Podle údajů z roku 2014 tvořili naprostou většinu obyvatel v Neve Mivtach Židé (včetně statistické kategorie "ostatní", která zahrnuje nearabské obyvatele židovského původu ale bez formální příslušnosti k židovskému náboženství). Jde o menší obec vesnického typu s dlouhodobě rostoucí populací. K 31. prosinci 2014 zde žilo 629 lidí. Během roku 2014 populace klesla o 0,5 %.
| Rok            | 1961 | 1972 | 1983 | 1995 | 2001 | 2003 | 2004 | 2005 | 2006 | 2007 | 2008 | 2009 | 2010 | 2011 | 2012 | 2013 | 2014 |
| -------------- | ---- | ---- | ---- | ---- | ---- | ---- | ---- | ---- | ---- | ---- | ---- | ---- | ---- | ---- | ---- | ---- | ---- |
| Počet obyvatel | 271  | 206  | 271  | 316  | 417  | 459  | 486  | 525  | 533  | 541  | 542  | 550  | 584  | 611  | 623  | 632  | 629  |